# Tribolium castaneum
Tribolium castaneum Herbst, 1797 , noto anche come coleottero rosso della farina, è un coleottero della famiglia Tenebrionidae.
Diffuso in tutto il mondo è stato oggetto di studi come specie estremamente dannosa nei confronti di derrate alimentari umane (cereali, pasta, legumi, frutta secca etc.).
Ha una vita relativamente lunga arrivando fino a tre anni.